# فابيو كارفاليو (لاعب كرة قدم)
فابيو كارفاليو هو لاعب كرة قدم سويسري في مركز الدفاع، ولد في 28 يوليو 1993. لعب مع نادي لوزان.

## وصلات خارجية
- فابيو كارفاليو (لاعب كرة قدم) على موقع قاعدة بيانات كرة القدم.إي يو (الإنجليزية)
- فابيو كارفاليو (لاعب كرة قدم) على موقع Soccerway.com (الإنجليزية)